# Benstamp

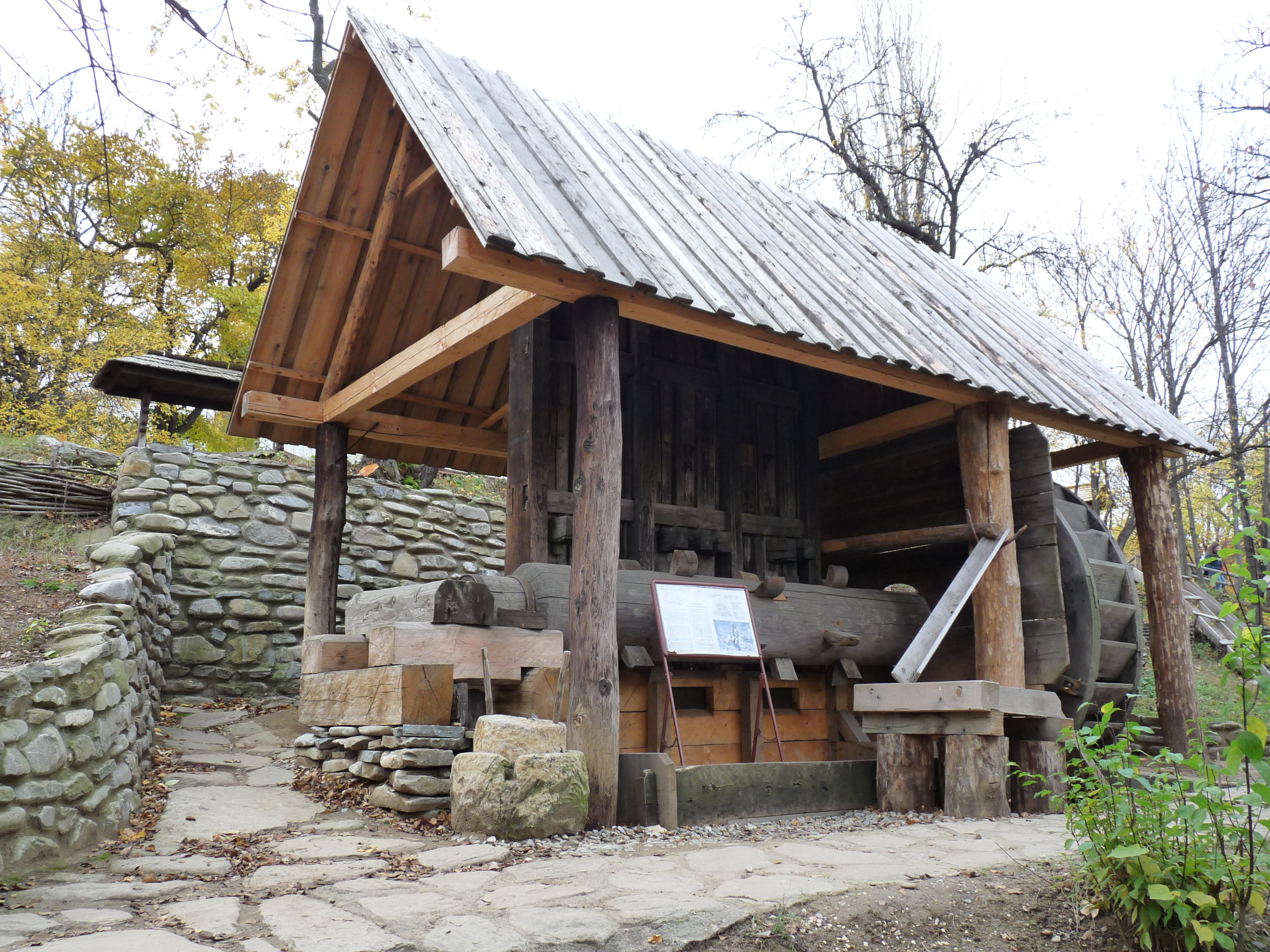
Vattendrivet stampverk i Rumänien.

En benstamp eller fästamp är en typ av stampverk som tidigare användes för krossning av djurben till benmjöl. Mjölet är rikt på kväve och fosfor, och värdefullt som långtidsverkande gödningsmedel. Det ersattes successivt av industriellt tillverkat konstgödsel. 

## Benstampar i Sverige
Benstampar fanns lokalt på många platser i Sverige. Några finns kvar, ofta restaurerade och ibland även körbara.
- Sveriges äldsta bevarade benstamp från 1865, Edets benstamp och kvarn , ligger i Edet, Sätra, Karlsborgs kommun.[1][2]
- Det finns en restaurerad vattendriven benstamp i Lima, Malung-Sälens kommun. Den restaurerades i början av 2000-talet. Den ligger vid Sörbäcken.[3]
- En unik vinddriven benstamp finns i Tengene.[4]
- Fredriksdals museer och trädgårdar i Helsingborg har en vattenkvarn med benstamp från 1860-talet.
- I Sorsele finns en restaurerad vattendriven benstamp som är öppen för besökare.[5]